# Dominique Coleman
Dominique Coleman (Oakland, 15 luglio 1984) è un ex cestista statunitense, professionista nella NBDL e in Europa.

## Palmarès
- NBDL: 1

Colorado 14ers: 2008-2009